# Vassbytjärnet
Vassbytjärnet är en sjö i Tanums kommun i Bohuslän och ingår i Strömsåns huvudavrinningsområde. Sjön har en area på 0,0948 kvadratkilometer och ligger 68,8 meter över havet. Sjön avvattnas av vattendraget Hämmensån.

## Delavrinningsområde
Vassbytjärnet ingår i det delavrinningsområde (653001-124602) som SMHI kallar för Utloppet av Vassbytjärnet. Medelhöjden är 109 meter över havet och ytan är 4,62 kvadratkilometer. Det finns inga avrinningsområden uppströms utan avrinningsområdet är högsta punkten. Hämmensån som avvattnar avrinningsområdet har biflödesordning 2, vilket innebär att vattnet flödar genom totalt 2 vattendrag innan det når havet efter 29 kilometer. Avrinningsområdet består mestadels av skog (70 %) och jordbruk (17 %). Avrinningsområdet har 0,08 kvadratkilometer vattenytor vilket ger det en sjöprocent på 1,7 %.